# صوت أنفي
الصوت الأنفي هو ميزة من ميزات صوت الإنسان عند الكلام حيث يتميز بتأثير الأنف الواضح. كما يمكن أن يحدث طبيعياً بسبب الاختلافات الجينية.
يمكن تصنيف الكلام الأنفي إلى كلام تحت-أنفي وكلام فوق-أنفي.

## كلام تحت-أنفي
الكلام تحت-الأنفي أو الخنخنة مفرطة الانسداد هي حالة نقص في تدفق الهواء الأنفي بالكمية الملائمة أثناء الكلام، مثل أن يكون لدى الشخص احتقان الأنف.
من أسباب الكلام فوق الأنفي تضخم الغدة اللمفاوية، الانحراف، حساسية الأنف، انحراف حاجز الأنف، التهاب الجيوب، الوهن العضلي الوبيل، تضخم خلايا المحارة الأنفية.

## كلام فوق-أنفي
الكلام فوق-أنفي أو فرط الخنة أو الخنخنة مفرطة الانفتاح هي حالة زيادة تدفق الهواء خلال الأنف أثناء الكلام، خاصة مع المقاطع اللفظية التي تبدأ بصوت صامت انفجاري وصامت احتكاكي.
من الأمثلة على الكلام فوق الأنفي فلح الشفة والحنك والقصور البلعومي.